# كريس هوارث
كريس هوارث (بالإنجليزية: Chris Howarth)‏ (23 مايو 1986 ببولتن في المملكة المتحدة - ) هو لاعب كرة قدم بريطاني في مركز حراسة المرمى. لعب مع أولدهام أثلتيك وبولتون واندررز وستوكبورت كونتي ونادي ريل ونادي تشورلي وسالفورد سيتي ونادي كارلايل يونايتد وDroylsden F.C. ‏.

## وصلات خارجية
- كريس هوارث على موقع قاعدة بيانات كرة القدم.إي يو (الإنجليزية)
- كريس هوارث على موقع Soccerbase.com (لاعب) (الإنجليزية)